# Ґоле (Куявсько-Поморське воєводство)
Ґоле (пол. Gole) — село в Польщі, у гміні Любень-Куявський Влоцлавського повіту Куявсько-Поморського воєводства.
Населення — 236 осіб (2011).
У 1975-1998 роках село належало до Влоцлавського воєводства.

## Демографія
Демографічна структура станом на 31 березня 2011 року:
|          | Загалом | Допрацездатний вік | Працездатний вік | Постпрацездатний вік |
| -------- | ------- | ------------------ | ---------------- | -------------------- |
| Чоловіки | 124     | 26                 | 86               | 12                   |
| Жінки    | 112     | 19                 | 63               | 30                   |
| Разом    | 236     | 45                 | 149              | 42                   |